# Люсинский сельсовет
Люсинский сельсовет — административная единица на территории Ганцевичского района Брестской области Белоруссии. Административный центр — агрогородок Люсино.

## История
Создан 12 октября 1940 года в составе Ганцевичского района Пинской области. С 8 января 1954 года — в Брестской области. С 25 декабря 1962 года по 30 июля 1966 года в составе Ляховичского района.

## Состав
Люсинский сельсовет включает 3 населённых пункта:
| Населённый пункт | Статус      | Площадь, км² | Население | Население | +/–   | СОАТО         | Координаты                      |
| Населённый пункт | Статус      | Площадь, км² | 2009      | 2019      | +/–   | СОАТО         | Координаты                      |
| ---------------- | ----------- | ------------ | --------- | --------- | ----- | ------------- | ------------------------------- |
| Люсино           | агрогородок | 5,5884       | 1506      | 1117      | ▼ 389 | 1 216 817 051 | 52°37′44″ с. ш. 26°30′49″ в. д. |
| Маково           | деревня     | 1,1458       | 199       | 119       | ▼ 80  | 1 216 817 056 | 52°37′44″ с. ш. 26°34′02″ в. д. |
| Полонь           | деревня     | 0,6928       | 161       | 98        | ▼ 63  | 1 216 817 061 | 52°40′26″ с. ш. 26°29′58″ в. д. |
| ВСЕГО            | ВСЕГО       | ВСЕГО        | 1866      | 1334      | ▼ 532 |               |                                 |

Источник: 

## Культура
- Литературно-этнографический музей имени Якуба Коласа на базе Люсинского детского сада-средней школы в аг. Люсино